# Semien Scioa (Amara)
Semien Scioa, o Semien Shewa o Scioa settentrionale, è una delle zone amministrative in cui è suddivisa la Regione degli Amara in Etiopia.

## Woreda
La zona è composta da 27 woreda:
1. Aleme Ketma
2. Angolelana Tera
3. Ankober
4. Antsokiyana Gemza
5. Assagirt
6. Ataye
7. Basona
8. Berehet
9. Debre Berhan
10. Eferatana Gidem
11. Ensaro
12. Gishe Rabel
13. Hagere Mariam
14. Kewet
15. Mehale Meda
16. Menze Gera Midir
17. Menze Keya Gabriel
18. Menze Lalo Midir
19. Menze Mama Midir
20. Merhabete
21. Mida Woremo
22. Menjarna Shenkora
23. Mojan Wedera
24. Moretna Jiru
25. Shoa Robit
26. Siya Debirna Wayu
27. Tarema Ber

## Ex woreda
Nel passato erano presenti anche i woreda di Angolalla Terana Asagirt, Gera Midirna Keya Gebriel e Mam Midrina Lalo Midir, oggi aboliti.